# الجويدة
الجويدة، إحدى المناطق الرئيسية في مدينة عمان في الأردن، والتي تقع في جنوب شرقي العاصمة، يحدها من الشرق منطقة سحاب ومن الغرب منطقة المقابلين ومن الشمال ام الحيران ومن الجنوب منطقة خريبة السوق.
تشتهر بوجود سجن فيها عرف باسمها «سجن الجويدة». وأسماء الأحياء بها ثلاثة أحياء حي الباير وحي العوامله وحي السبعاوية وحي ابوالليل وحي الكوزة وحي مناور الحديد وحي البلدة القديم.

## التسمية
من خلال البحث في تاريخ وأصل التسمية، وجد أنها كانت تعرف (بالجارية) ولكنها مع مرورالوقت وتقادم العهد والأزمان طُمر هذا الاسم لاعتبارات تتعلق باندثار معالمها وزوال آثارها فعرفت باسم (الجويدية) وهذه التسمية هي ما ينطق بها أهلها وغيرها من المناطق المجاورة إلى ان أصبحت الآن تسميتها الجويدة.

## التعليم
يؤرخ للتعليم في الجويدة من بدايات الثلاثينيات من القرن الماضي ويقال ان شخص قدم من الضفة الغربية يقال له (ابوعمر) وهو أول من درس القرآن والقراءة والكتابة والحساب واستمر فترة من الزمن. وبناء على رغبة أهالي الطلبة تم تأسيس أول مدرسة في الجويدة للذكور عام 1959 وبعدها أنشأت مدرسة الإناث فيها.